# Музика Ірану

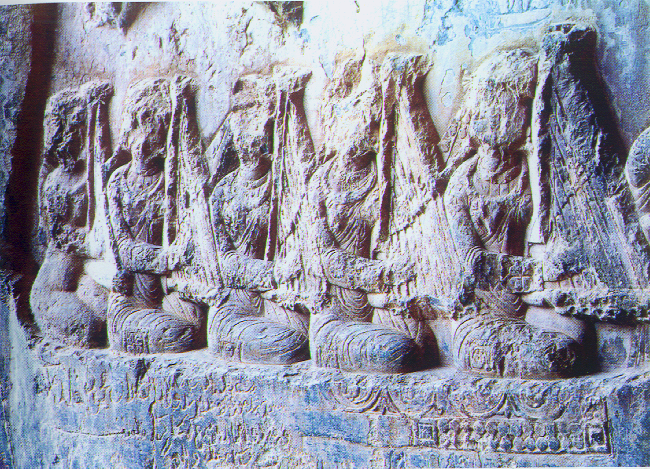
Інструменталісти які грають на арфі в Стародавній Персії, Рельєфи так-е Бостана, століття життя.

Музика Ірану має давню історію і походить від музики Персії. Традиційна іранська музика — одна із складових іранської культури та мистецтва. Майже всі етноси Ірану мають свою місцеву народну музику.

## Староперська музика
З четвертого по дев'яте століття нашої ери Іранська музика вже була достатньо розвиненою і відомою у світі. Багато науковців та філософів у своїх книгах та трактатах досліджували витоки та структуру музичного мистецтва Ірану. Серед них Абу Наср аль-Фарабі, Авіценна, Сафіуддін Єрмаві, Кутбуддін Ширазі та Абдул Кадер Марагі. У стародавніх книгах іранської музики до дев'ятого століття використовували ладову модель відому як макам, також у давній іранській музиці широко використовувалась консонантна писемність.
Музика мала особливий статус і соціальне значення в епоху Еламітів та епоху Ахеменідів. На час зародження ісламу на території держави сасанідів, музична культура того часу використовувалася в ритуальному культі зороастрійської релігії. Барбад Мервезі розробив своєрідну систему, яка відображала зороастрійські традиції, і відповідала перському календарю: 360 мелодій (нава), 30 пісень і 7 ладових моделей,

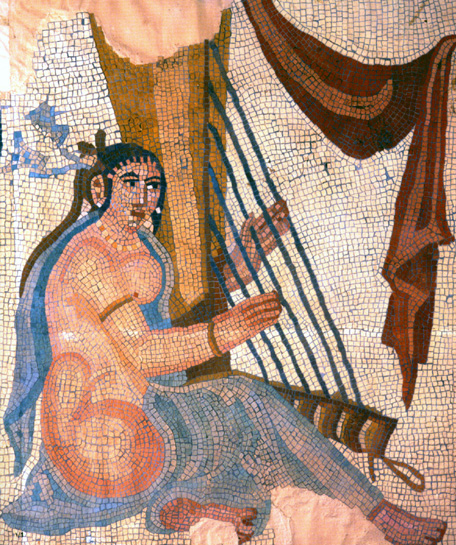
Тротуарна підлога. Мармурова мозаїка, приблизно 260 р. н. н. (Епоха Сасанії). Із так званого палацу Шапур у Бішапурі, Іран.

або «царських ходів» — на кожен день року, місяця і тижня відповідно.
У дворі Хосрова Парвіза до кожної музичної композиції було вказане певне розпорядження про відтворення пісень. Відомим музикантом, який створював музичні поеми того часу був Нізамі Гянджеві. За часів Абу аль-Хасан Алі ібн Нафі також вживалося слово «п'єса», яке є синонімом слова пісня. Після завоювання Ірану мусульманами класична музика сасанідів була запозичена і розповсюджена на всій території ісламу. Оскільки музичного позначення в сучасному розумінні не було, передача та навчання музики відбувалися усно.
З IX століття починається розквіт придворного мистецтва, в народі набувають популярності мутреби (співаки-танцюристи). Розвиток отримує теорія музики. Починаючи з XV століття існують свідчення музичної нотації.

## Іранська музика в Каджарський період

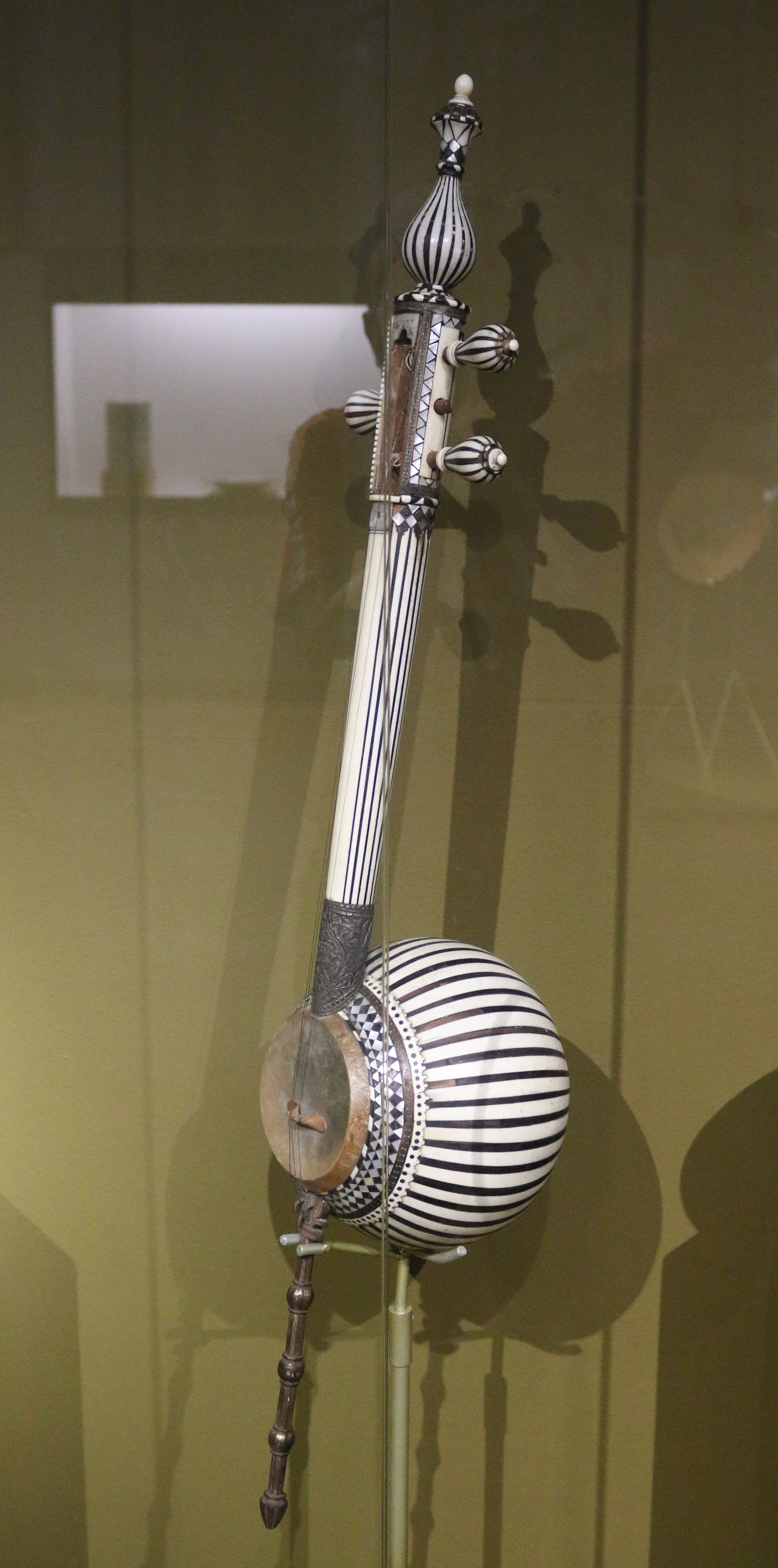
Перський музичний інструмент KAMANCHEH з 19 століття.

З періоду Каджара в іранській музиці вживається слово макам. Професійна (класична) і народна музика Ірану існує в основному як монодична. В її основі своєрідна ладова система дастгāх (перс. دستگاه). Відповідно до нового поділу, якому близько ста років, перська (іранська) музика поділяється на 12 ладових груп. Сім незалежних ладових груп, і п'ять підгруп, які тим чи іншим чином належать до однієї із семи основних ладових груп. Термін «дастгāх» означає також систему музичного мислення, засновану на модальній організації звукового матеріалу і лінійному його розгортанні, звукоряд складається в систему первинних ладів — мелодійних інтонаційних моделей (гуше), що володіють стійкими образно-емоційними характеристиками. А також модель композиції, обумовлену певним магамом. До 19-го століття в основу класифікації дастгахів була покладена система 12-ти магам (ладів). А в 19 столітті Мірза Абдуллах Фарахані створив систему з 7-ми основних ладів (шур, махур, хомаюн, сегах, чахаргах, нава, раст панджгах), яка і називається «Дастгах». Є й інші відмінності. Приблизно можна виділити 228 тонів та ритмів. Видатні традиційні музиканти минулого століття — Ага Хусайнкалі та Мірза Абдулла. Ісфаган був однією з головних провінцій давньої іранської музики.

## Іранська музика в Ісламській Республіці
Після Іранської революції та початку правління Ісламської Республіки почалася жорстока боротьба між традиційними та сучасними видами мистецтва, включаючи музику. Влітку, через кілька місяців після перемоги революції, Хомейні видав заборону на трансляцію музики. У чіткій заяві він характеризував музику як опіум, кажучи: "Слухання музики дурить людей і робить їх розум неактивним. Хомейні вважав, що до епохи Пахлаві, у міру зростання музичних програм та залучення до них молоді, вони були відсторонені від важливої політичної діяльності.
У перші роки революції тон музики став більш епічним і наблизився до гімну. Музика відходила від простих ритмів, які раніше були в розмірі шість-восьмих, три чверті та чотири чверті.
З початком війни в Ірані та Іраку відчувався вплив гімнів, створених в епічній атмосфері, а необхідність стимулювати молодь до участі у битвах, та підняття духу опору в народі спричинила трансляцію цієї музики. Актуальні теми — захист країни, вшанування пам'яті загиблих у війні, а також у формі та у вигляді революційних гімнів і військових маршів. Незважаючи на суворі норми в галузі музики, у цей період були продані такі важливі твори, як Ninoei Hossein Alizadeh та Yadegar Doost Shahram Nazeri. У ті роки практика викладання стилів естрадної, класичної та танцювальної музики західного типу була заборонена.
Хомейні видав закон який заборонив виконувати музику та грати в шахи. Тим не менш, заборона на найсучасніші музичні інструменти на державному телебаченні залишалася. Під час прямих трансляцій в іранських телемережах музиканти знаходилися далеко від співака і не показували інструментів. Іноді музиканти та інструменти ховали за декором програми, або на їх місці відтворювали зображення природи.
Після закінчення війни політика підтримки бойових мистецтв була замінена політикою консервативної музики, яка розглядалася як традиційна, містична та урядова. Але цей тип класичної музики та супровідна класична поезія не відповідав потребам усієї аудиторії, і менш освічені маси суспільства знайшли притулок у поп-музиці до революції чи подібних постановок за кордоном. У 90-х роках, після майже двох років заборони, відновилася політика урядів Хашемі Рафсанджані та Мохаммада Хатамі, ліцензування поп-музики відновилося. У ті роки «Голос і телебачення» намагалися популяризувати поп-музику, створюючи різні радіо і телевізійні мережі та представляючи нових співаків, які звучали як поп-співаки в Лос-Анджелесі. Ця політика призвела до серйозної конкуренції між попсовими та традиційними для ринку позикодавцями. Під час президентства Хатамі статус традиційного музичного ринку став таким, що приватний сектор неохоче інвестував у творчість традиційних співаків, окрім популярних діячів, таких як Шаджаріан, Надер та Камкар. Музичний центр Міністерства культури та ісламських орієнтирів (раніше відомий як «Центр революційних гімнів і пісень») також створив національний оркестр на чолі з Фархадом Фахродіні для підтримки іранської важкої музики. Іншими досягненнями цього конкурсу були привернення уваги традиційних музикантів до ринків за межами Ірану та їх успіх у цій галузі та інвестиції уряду в рідну музику Ірану.
Після двох десятиліть революції, з появою таких технологій, як Інтернет та супутникове телебачення, на іранській музичній арені поступово з'явилися андеграундні групи в стилях реп, рок та різних жанрах металевої музики. Поняття андеграундної музики в Ірані відрізняється від його рутинного визначення на Заході.

## Рок-музика
Наприкінці 1990-х років, після певної лібералізації держави в культурній політиці, рок-музика та хард-рок-музика процвітали. З того часу постійно формуються нові музичні колективи. Рок-музика відрізняється від іранської поп-музики тим, що вона, як правило, приваблює молодших фанатів, народжених після революції і створюється вона в основному в іранському підпіллі. Меєра і Барад були одними з перших рок-груп в Ірані. Після того, як з'явилися перші підпільні рок-групи, Угам отримали дозвіл на виступи. Музичний лейбл Hermes Records був заснований в Тегерані близько 2000 року і випустив перші офіційні рок-альбоми іранських груп. Першим міжнародним релізом став дебютний альбом Kiosk.
Іранський уряд періодично дозволяє концерти за певних умов. Такі групи, як 127 та The Technicolor Dream, вже зіграли свої твори англійською мовою.
У липні 2005 року музична компанія Bamahang Produktions в Канаді вперше випустила альбом іранської рок-групи Adame Mamuli, який є першим підпільним іранським ансамблем, твори якого було завантажено з iTunes від Apple.

## Перські музичні інструменти
- Най
- Танбур
- Дойра
- Дудук
- Сантур

## Іранські музиканти
- Бард
- Зір'яб
- Ісхак Ільмусікі
- Ареф Арефкія[8]
- Белхассин Саба
- Джавад Ясрі
- Муртада Ханенехі
- Асдала Малак
- Слава Зульфенона
- Мохаммед Реза Шаджаріан
- Хусейн Алізаде
- Гейде[9]